# Dionisia Pérez Manrique y Camberos
Dionisia Francisca Pérez Manrique de Lara y Camberos (Santafé de Bogotá, 1668 - Asunción de Popayán, 21 de marzo de 1744), fue una noble, aristócrata, política y mecenas neogranadina española.  ii marquesa titular de San Miguel de la Vega (1729-1744), además de ser la primera marquesa consorte de San Miguel de la Vega (1707-1729).
Fue una de las personalidades más apreciadas en la historia de Popayán, debido a su patrocinio en las artes de la Escuela Payanesa como la pintura o la imaginería, así como en su generosidad al beneficiar varias órdenes religiosas para su establecimiento en la ciudad. Sin embargo, por lo que más es recordada la marquesa es su ayuda a la población y a la reconstrucción de varios de los edificios religiosos que devastó el fatal terremoto de 1736.

## Biografía
Dionisia Francisca Pérez Manrique de Lara y Camberos nació en Santafé de Bogotá que era la capital tanto del Nuevo Reino de Granada como de la Real Audiencia hacia el año 1668, (sin saberse con exactitud la fecha exacta) fue la cuarta y última de los hijos fruto de la unión de don Dionisio Pérez Manrique de Lara con su segunda esposa doña Juana Camberos y Hurtado de Sotomayor, ella llegó al mundo cuando su madre contaba con 38 años y padre tenía ya 70 años además que poseer el título de i marques de Santiago y haber servido como presidente de la real audiencia y gobernador general del reino.
Con aproximadamente 10 años de vida quedó huérfana al fallecer su progenitor con 80 años en 1678, por lo que su madre viuda se dedicó a su crianza y también a la de sus hermanos y medios hermanos. 

### Primer matrimonio
Hacia el año de 1687 con alrededor de 19 años de edad, fue comprometida y se casó con el cuarto alférez real payanés y fundador del Archivo del Cabildo, don Diego Joseph (o José) de Velasco y Noguera en la ciudad de Popayán, a donde tuvo que trasladarse a vivir con su marido en la casona ubicada en la esquina suroriental de la antigua plaza de Armas (Actual Parque Caldas) conocida como ''Los Portales'' (Actuales sedes del Banco de Occidente y de Bancolombia). 
Sin embargo, durante los 21 años que pervivió el matrimonio se vieron involucrados en varios acontecimientos tumultuosos de particular importancia regional como lo fue la Revolución de los Tripitenorios o de los Pambazos a inicios del siglo XVIII, que entre todos los cambios y la destrucción que trajo consigo se cuentan edificios tan importantes como el Convento de San Bernardino (Actual Hotel Dann Monasterio) que tuvo que reformarse con dos plantas en 1701.
Por otro lado, su esposo Diego finalmente falleció en el año de 1708 en Popayán, siendo sucedido como alcalde ordinario por don Pedro de Valencia y Aranda (padre del famoso Pedro Agustín de Valencia) el 13 de junio, quedando viuda con 41 años y sin descendencia, sin embargo se logró traer 5 hijos al mundo pero todos ''murieron tiernos'' (murieron en la infancia o al nacer).

### Segundo matrimonio
No obstante, el 23 de noviembre de 1706 el rey Felipe V otorgó al el título de primer marqués de San Miguel de la Vega al noble don Baltasar (o Baltazar) Carlos Pérez de Vivero y Salinas nacido en Granada, Corona de Castilla hacia 1660,por lo que al poco después de arribar a la ciudad y quedar doña Dionisia como una viuda adinerada, prontamente se comprometieron, pidiendo los permisos necesarios y finalmente se casaron en ese mismo año de 1712 en Popayán, contando ella con 44 años de edad en el momento de la unión y él unos 52 años aproximadamente. Siendo reconocida como la primera marquesa consorte de San Miguel de la Vega y viviendo juntos en la casona de su primer marido.
Ante la avanzada edad del matrimonio, se decidió adoptar una hija a la que llamaron María Antonia de Borja Pérez de Vivero y Manrique nacida en 1715, (no obstante no se conoce la identidad de sus padres biológicos).
Durante su unión, Baltasar y Dionisia son recordados también porque fueron grandes mecenas durante la ''edad de oro'' de la escuela payanesa, también patrocinaron la ampliación de su residencia personal datándose de este tiempo una elaborada cisterna abovedada con una cúpula en mampostería que recién se redescubrió 5 metros bajo suelo después del terremoto de 1983. (Considerada como una de las obras más ingeniosas de la mampostería colonial de inicios del siglo XVIII).
Se cree que don Baltasar falleció en Popayán en el año de 1729 (aunque otros autores señalan el año de 1713 como el de su fallecimiento)sea cual fuese, su segundo marido le legó bajo testamento su título nobiliario, confirmándola su heredera principal y convirtiéndose en la segunda marquesa titular, además de volverse una de las personas más ricas de toda la región.
Al enviudar, la marquesa siguió habitando en su residencia de ''Los Portales'', continuando con sus labores de caridad y de piedad durante su vejez.

### Terremoto de 1736
El 2 de febrero de 1736, aconteció un fatídico terremoto que destruyó la gran mayoría del centro histórico, las pocas edificaciones sobrevivientes terminaron averiadas entre las que se encontraban la casona de la marquesa que a sus 68 años tuvo que afrontar los estragos de tal tragedia que había tirado al suelo la casi totalidad de los templos católicos, solo quedando en pie la Ermita que fungió como catedral.
Doña Dionisia fue una de las principales personalidades empeñadas en la ayuda a los damnificados y en la reconstrucción de la ciudad (incluida su propia residencia), centrándose especialmente en los recintos religiosos como en la reedificación de las iglesias y claustros de El Carmen y San Agustín a las que donó sumas generosas de dinero, además de proveer los materiales de construcción y mandar a traer desde Santafé al arquitecto Gregorio Causí que se encargó de la realización de los planos y de dirección de las obras.
Además se dio una revitalización de la escuela payanesa, dado a la gran demanda a los artistas que fue consecuencia a la casi desaparición del arte colonial español de los siglos XVI y XVII.

### Fallecimiento
Tras reconstruir su residencia pasó sus últimos años de vida en relativa paz, Dionisia Francisca Pérez Manrique y Camberos falleció en Popayán el 21 de marzo de 1744, legando la casi totalidad de sus bienes a los jesuitas, quienes vendieron al Cabildo la casona de ''Los Portales'' trasladándose ahí su sede desde el barrio de La Pamba, actualmente funciona también como sede del Centro Administrativo Municipal (CAM).
Al no contar con hijos herederos a la hora de su muerte, su título sobre el marquesado fue concedido por la Real Chancillería de Granada a Pedro Tomás de Acuña y Herrera el día 12 de diciembre de 1771, comenzando a reinar la dinastía Acuña y Herrera.

## Obras destacadas

### Iglesia y Claustro de El Carmen

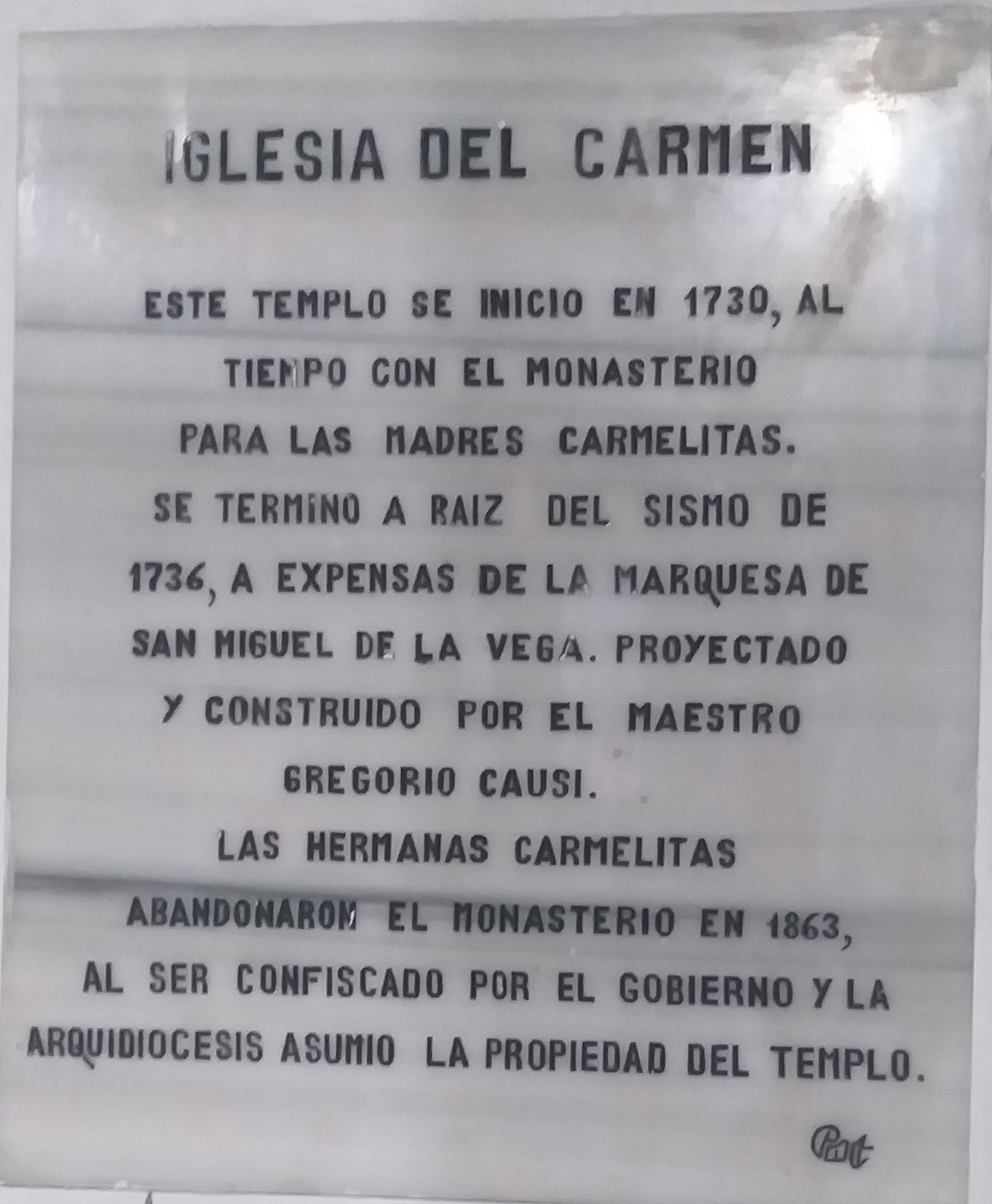
Placa conmemorativa de la ayuda de la marquesa

Fue gracias a la gestión que desde 1720 realizó el matrimonio de los marqueses para que la comunidad carmelita fundara un convento,por lo que dirigieron una misiva a la corona para la autorización de esta obra fechada el 9 de mayo de 1724. Cuya construcción finamente inició desde 1729 tras la muerte del marqués Baltasar, en ese mismo año llegó a Popayán un grupo de cinco monjas carmelitas desde Santafé a las que la marquesa dio posada temporal en su casona donde iniciaron clausura el día 14 de octubre de 1729.
Las obras iban por buen camino hasta 1736, cuando el terremoto hecho al suelo gran parte de lo ya construido, por lo que se retomaron enseguida la reedificación a cargo del arquitecto santafereño Gregorio Causí, de igual forma la marquesa se encargó de proveer la necesaria ayuda económica y material.
Era palpable el cariño y la dedicación que tenía doña Dionisia para con la orden de carmelitas, tanto así que se dio personalmente a la tarea de encargar opulentos retablos barrocos a los artistas payaneses y quiteños que posteriormente se doraron con un baño en hoja de pan de oro, convirtiendo al templo de El Carmen en uno de los más ostentosos en su decoración de todo el centro histórico y siendo el mayor aporte al patrimonio de la ciudad que dejó la marquesa.
También se adquirieron nuevas obras de imaginería para adornar los retablos como lo son un San Joaquín, obra española de Pedro Duque Cornejo, o una Santa Ana y Santa Cecilia, obras quiteñas, entre otras.

### Iglesia y Claustro de San Agustín

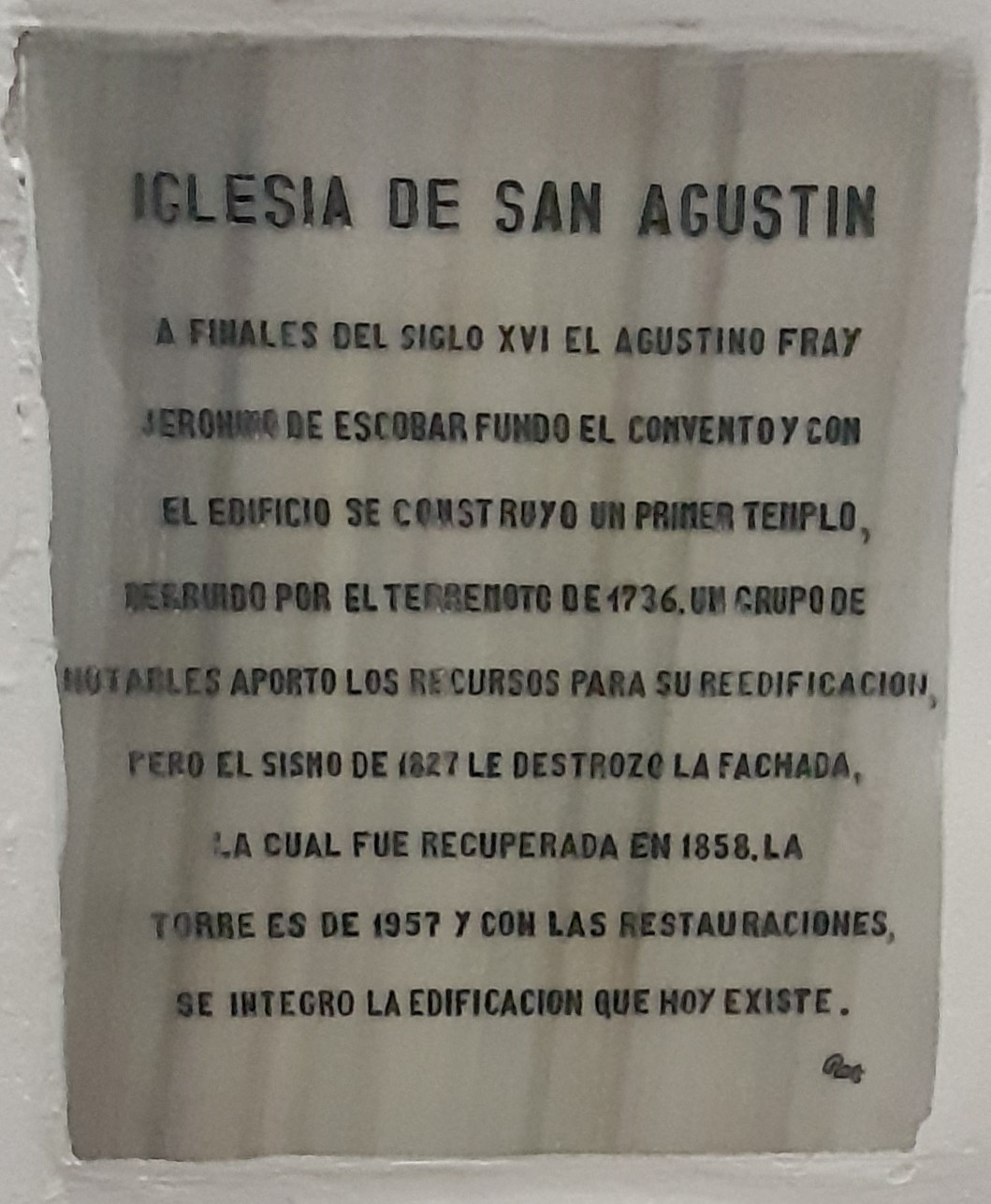
Placa conmemorativa al grupo de nobles (al que pertenecía la marquesa) que ayudaron al templo

La primitiva iglesia de los agustinos que se venía reformando desde el siglo XVI, no fue sino finalmente por el sismo de 1736 que quedaron tanto el convento como la capilla arrasados, por lo que se vio en la urgente tarea de reconstruirlo todo, tal como se estaba efectuando con los otros templos del centro.
Por lo que los frailes agustinos buscaron el apoyo entre la clase aristocrática y el campesinado para las obras de renovación, logrando algunas limosnas de gran valor como el del presbítero José Beltrán de Caicedo, pero que eran insuficientes para levantar el proyecto ideado, no fue sino hasta que se le consultó al rico burgués y comerciante don Jacinto de Mosquera y Figueroa, cuya mansión sobrevivió al sismo, si pudiera colaborar con la causa que donó sin vacilar una generosa cantidad de dinero, la cual se sumó con los 10000 pesos que entregó muy benévolamente la marquesa de San Miguel de la Vega, doña Dionisia Pérez Manrique y Camberos.
Fue también gracias a tal devota y buena noble española, que el arquitecto santafereño Gregorio Causi fue contratado para diseñar los planos y dirigir la construcción del nuevo templo, que a su vez estaba trabajando conjuntamente en los templos de Santo Domingo y El Carmen.
Por desgracia la fachada barroca de la iglesia se cayó por un terremoto en 1827, sustituyéndola por otra neoclásica en 1858 y la torre campanario no se terminó de construir sino hasta 1951.